# Resident Evil 4 (2023)
Resident Evil 4, ook wel Resident Evil 4 Remake genoemd, is een survival horrorspel ontwikkeld en uitgegeven door Capcom. Het spel werd op 24 maart 2023 wereldwijd uitgebracht voor Windows, PlayStation 4, PlayStation 5 en de Xbox Series. Een versie voor de besturingssystemen van Apple kwam uit op 20 december 2023.
Het spel is een remake van het vierde deel uit de Resident Evil-franchise serie.

## Remake
Het spel heeft hetzelfde verhaal als de originele versie, maar kreeg een aantal wijzigingen om het spel te moderniseren. Naast het hoofdverhaal zijn er twee onderdelen met downloadbare inhoud (DLC); het minispel Mercenaries en Separate Ways.

## Ontvangst
| Recensiescore       | Recensiescore               |
| Recensieverzamelaar | Score                       |
| ------------------- | --------------------------- |
| Metacritic          | 91% (PC) 93% (PS5) 91% (XS) |
| Publicist           | Score                       |
| Destructoid         | 7,5                         |
| Famitsu             | 37/40                       |
| Game Informer       | 9,5                         |
| GameSpot            | 10                          |
| IGN                 | 10                          |

De remake ontving buitengewoon positieve recensies in vakbladen en op websites. Men prees de verbeteringen aan het gevechtssysteem en de horrorelementen, die in het originele deel minder goed werden ontvangen. Ook was men positief over de escortmissies en spelontwerp.
Resident Evil 4 Remake was in oktober 2024 ruim acht miljoen keer verkocht en werd in dat jaar genomineerd tijdens de Golden Joystick Awards voor 'Spel van het jaar'. Het won uiteindelijk in de categorie 'PlayStation-spel van het jaar'.